# 植物の性

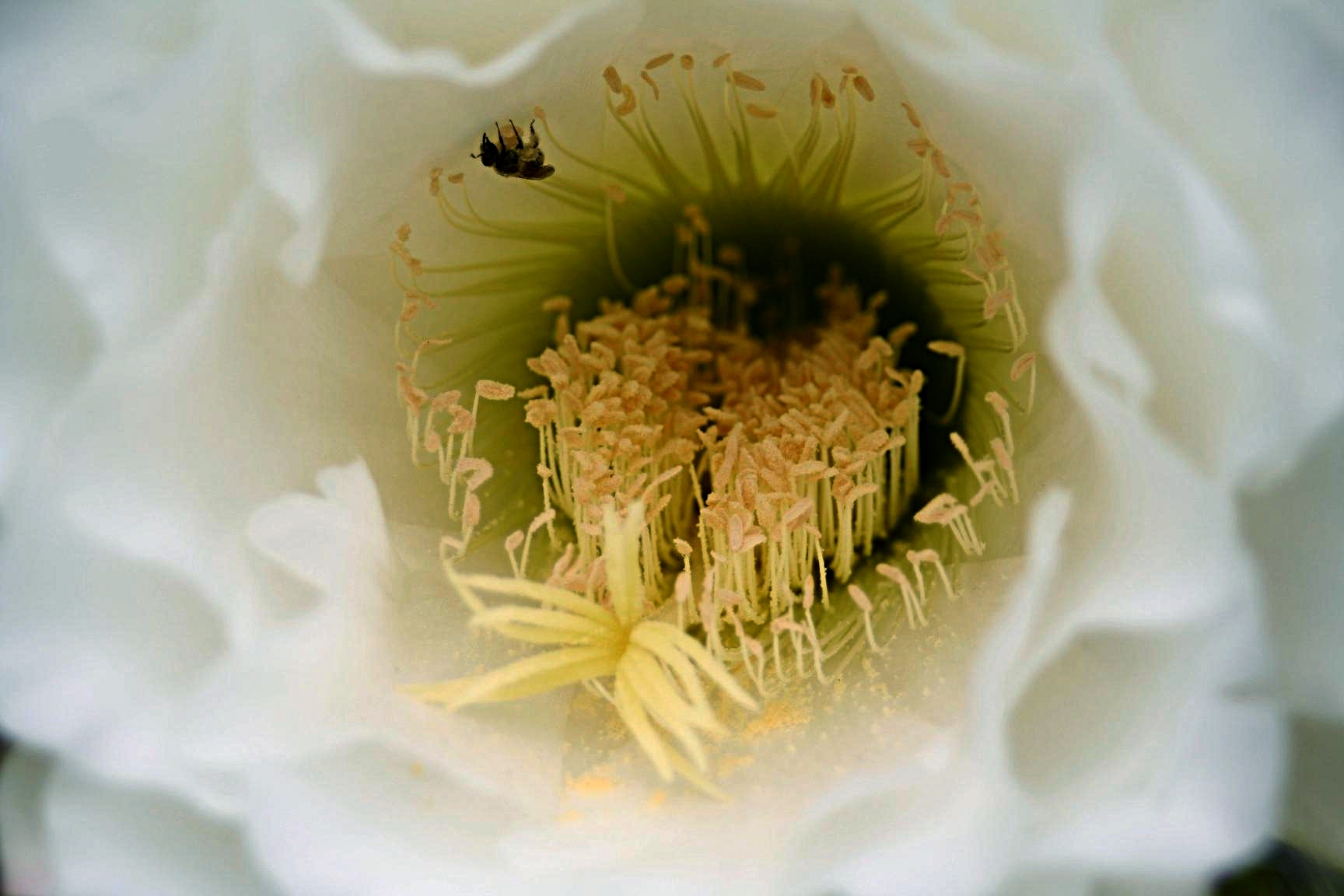
エキノプシス属の一種（Echinopsis spachiana）の花。雄しべと雌しべがそれぞれ見えている。

植物の性（しょくぶつのせい）では、植物界の多様な有性生殖の様式について解説する。

## 概要
動物における性とは異なり、植物では、同一の個体中、または一つの花の中にオス、メスが存在することも珍しくなく、植物の個体は繁殖相手を「誘う」機能も「選ぶ」機能も同時に有している。
種子植物（被子植物、裸子植物）の繁殖器官である花は非常に多様な形態を示し、あらゆる生物の繁殖器官の中で最も多様な繁殖方法をもっている。カール・フォン・リンネは、花の構造をもとに植物を分類する体系を提唱した。その後 Sprengel (1793) は植物の性を研究し、生物と非生物の相互作用に関係する受粉の過程を初めて解明し、「自然の秘密を解き明かした」と公言した (チャールズ・ダーウィンの自然選択に関する仮説でも、この研究が活用された)。
また植物には、花をつける種子植物だけでなく、緑藻植物、マゴケ植物 (蘚類)、ゼニゴケ植物 (苔類), ツノゴケ植物、シダ植物など花を咲かせないものも多くある。しかしこれらの植物でも、造精器や造卵器など有性生殖を行う器官を持ち、有性的な繁殖を行なっている。

## 被子植物における有性生殖

花の構造

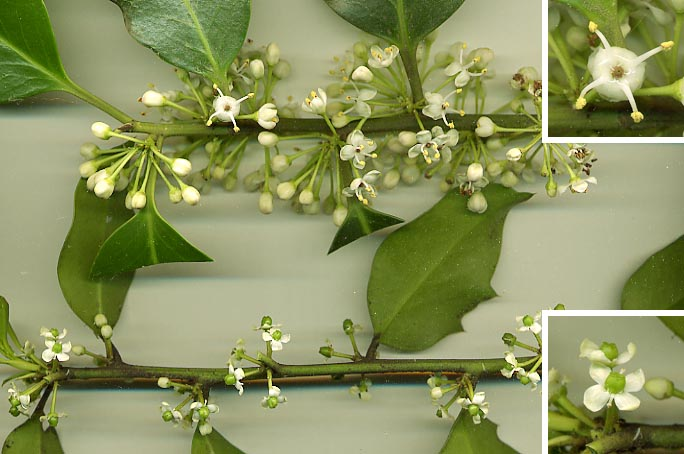
セイヨウヒイラギは雌雄異株である。（写真上）雄花を持つ個体。（写真右上）雄花の拡大。花粉を持つ雄しべが見えている。雌しべは矮小化している。（写真下）雌花を持つ個体。（写真右下）雌花の拡大。雌しべと、花粉を持たない雄しべが見えている。

顕花植物の分類例。雌雄両全株(Hermaphrodite)、雌雄異花同株（monoecious）と雌雄異株（Dioecy）

### 花の構造と種類
被子植物の花は、有性生殖を行う器官であると同時に、花粉の送粉者を誘引する機能を持つ器官である。最も一般的な花の構造は、外側から萼片、花弁、雄しべ、雌しべが輪生するが、それらの数や形、機能は種によって様々である。
被子植物が有性繁殖を行うために用いる繁殖器官やその生殖システムは非常に複雑であるため、植物学者と進化生物学者はその構造や生殖戦略についての膨大な用語を使用することとなった。Dellaporta and Calderon-Urrea (1993) では、被子植物の性についての多様な用語をリストアップして定義した。その中でも、植物体上に雌雄の器官がどう配置されているかによって、花のタイプを大別したものを性型（Sex type）という以下に、花の種類と主な性型を示す。ただし無性花など有性生殖を行わないものは除く。
花のタイプ
- 両性花（bisexual flowers, perfect flowers) - 雄性器官と雌性器官を両方もつ花。1つの花に雄しべ、雌しべ、子房をもつ。ユリ科、バラ科など多くの花がこの両性花となる。また、完全花という場合もあるが、これは雄しべ、雌しべに加え、花弁と萼をもつ両性花のことを指す。
- 単性花（unisexual flowers) - 雄性器官、または雌性器官のどちらかのみをもつ花のこと。

性型
- 雌雄両全株 (Hermaphrodite) - 両性花のみをもつ植物のこと。
- 雌雄異花同株 (Monoecious) - 雌雄両方の単性花をひとつの個体群にもつ植物のこと。雌雄同株ともいう。雌雄異花同株の植物の例としては、トウモロコシ[7]、カバノキやマツ、イチジク属のほとんどの種[8]などがあげられる。
- 雌雄異株 (Dioecious) - 雌雄どちらかの単性花のみをもつ植物集団のこと。植物の各個体は雄性器官、または雌性器官のみを有しており、ひとつの個体に雌雄の器官をつけていることはない[9]。
  - 雌性型（Gynoecious） - 雌性器官を持つ個体。種子を生産できるが、花粉は生産できない。
  - 雄性型（Androecious） - 雄性器官を持つ個体。花粉を生産できるが、種子を生産できない。
- 雌雄混株 (Subdioecious) - 基本的には雌雄異株植物として振舞うが、時として雌花に雄性器官が発生する（あるいは逆に、雄花に雌性器官が発生する）ことで、雌雄同株の状態となる植物[10]。

ある調査では、調査対象とされた約12万種の被子植物のうち11%が、厳密に雌雄異花同株、または雌雄異株となることが判明した。その調査において、雌性型や雄性型を含む性的二型の中間的な構造は、被子植物のうち7%で確認された。また同じ調査において、被子植物の10%の種が単性花と両性花を同時に持っていることが明らかとなった 。

### 雄性器官と雌性器官
被子植物の花では、雄しべとその花粉が雄性器官、雌しべやそこに含まれる胚珠などが雌性器官とされる。被子植物においては、花粉を別の花の雌しべに受粉させ、花粉管を伸ばして精細胞を胚珠に受精させることで、有性生殖の一連の流れが完了する。
花弁は、昆虫などの送粉者を誘引し、受粉率を高める機能があることから、雌性器官と考えられてきた。しかし花弁が雄性器官か雌性器官かという問いが提唱され、1980年代頃から議論されるようになった。その中でも Bell（1985）は、花弁を除去した花でも結実率が下がらず、送粉率が低下することなどを根拠に、花弁は昆虫を引きつけて花粉を送粉させるために主に機能していると結論づけた。これを受け、花弁は花粉を別の花の雌しべに運ぶための雄性器官であると考えられている。また種によっては、萼片が花弁のように発達して送粉者を誘引する機能をもつこともある。

### 繁殖戦略と性

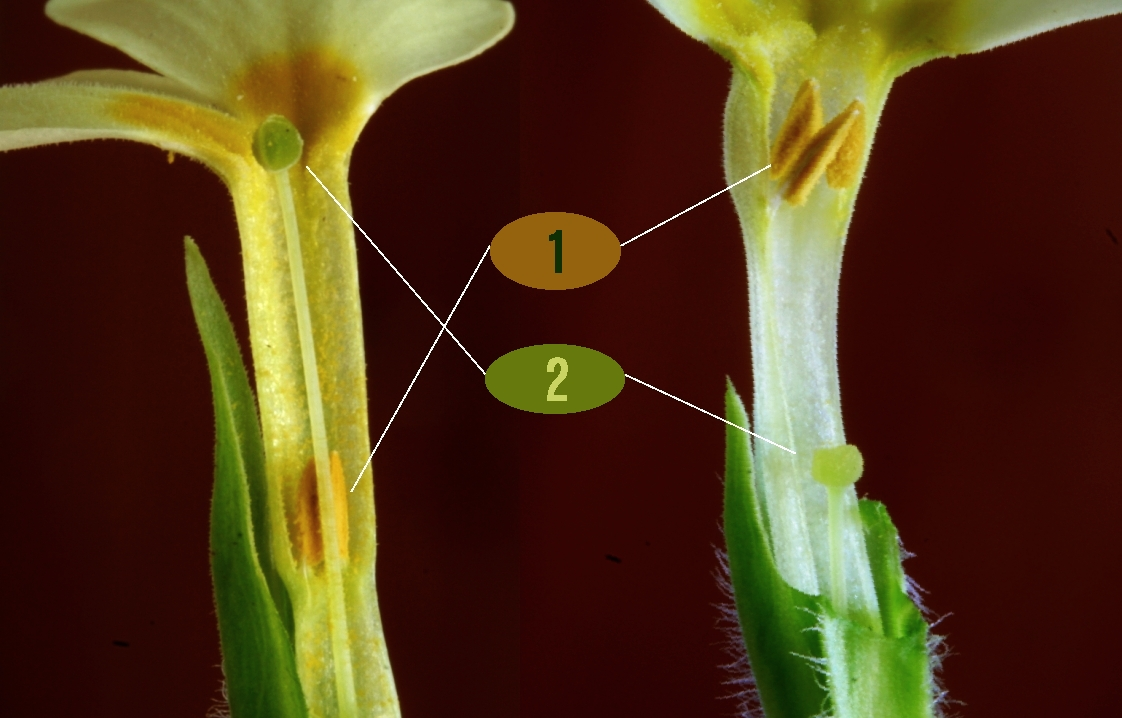
プリムラ・ブルガリスの異型花柱。

植物の有性生殖においては、仮に自分の花の花粉が同じ花の雌しべに受粉し、それによって受精が起きた場合、花粉親と種子親が同じになるため、有性生殖の大きな意義のひとつである遺伝的多様性の増加が起こらない。そのためなるべく自らの花粉を他の花に受粉させ、受精を成功させる確率を高めるために、さまざまな機能が備わっている。
植物の花で行われる受粉、結実の様式は、無性的なアポミクシスや単為生殖を除いて主に2つあり、ひとつの花の雌しべが異なる花の花粉によって結実する異花受粉（他家受粉とも）と、ひとつの花の雌しべが同じ個体（または同じ花）の花粉で結実できる同花受粉（自家受粉）とがある。種によっては、自家不和合性という仕組みによって自殖を防ぎ、他殖を促すようになっている。ただし自家和合性がある種も多く、同じ花内で結実する（同花受粉）ことや、同じ個体の花粉で結実する（隣花受粉）ことが可能である。なお、被子植物種の半分が自家不和合性であり、残り半分が自家和合性であると推定されている。
他に自殖を防ぐ機構として、雌雄異熟（Dichogamy）という現象が知られている。これは両性花でみられる現象で、雄しべの花粉が熟するタイミングと雌しべが受粉可能になるタイミングがずれることによって、自家受粉を防ぐ方法である。この雌雄異熟には、自動自家受粉や自家受粉といった自殖を抑制し、他殖を促進する働きがある。この雌雄異熟には、雌しべが先に熟する雌性先熟 (protogyny)と、花粉が先に受精可能な段階まで熟する雄性先熟（protandrous）の2通りがある。
またサクラソウ属の種やソバなど、雄しべや雌しべの長さが異なるタイプの花をもつ異型花柱性がある種が知られている。そのような花を持つ種では、異なるタイプの花間のみで受粉が可能となるため、花内での自家受粉を抑制する効果がある。

## 被子植物以外における有性生殖
ソテツやイチョウといった原始的な裸子植物における有性生殖は、鞭毛を持った精子を用いる点が被子植物と大きく異なる。例えばイチョウの場合、まず雌花の胚珠に取り込まれた花粉は胚珠の上部にある花粉室と呼ばれる部分で4ヶ月程度そのままの状態を保ち、胚珠は直径約2cm程度に成長する。成長した胚珠内の花粉では数個の精子が作られ、9〜10月頃放出された精子が花粉室の液体の中を泳ぎ、造卵器に入り受精が完了し種子の成熟が始まる。
シダ植物やコケ植物などは生活環が被子植物とは違うため、有性生殖の方法も異なる。シダ植物の場合、まず胞子体（植物体）にある胞子嚢から、減数分裂を経て胞子を形成し、その胞子が発芽して前葉体となる。その前葉体上に、雄性器官である造精器と雌性器官である造卵器を形成し、造精器で作られた精子が造卵器の卵細胞に受精する。そうして生じた受精卵が生長して新たな胞子体となる。コケ植物でもシダ植物とほとんど同様の生活環を持つが、胞子から発芽したものは前葉体とは言わず配偶体という。また胞子体は配偶体の上に半寄生状態となる。
被子植物の場合、卵細胞を含む胚珠や精細胞を含む花粉が乾燥耐性をもつため、受精時に水分は必要ない。しかしシダ植物やコケ植物などでは、卵細胞が胚珠などに包まれておらず、また精子は雨の日などに水中を泳いで卵細胞にたどり着く。そのためこれらの植物では、外部環境に水分がなければ受精できない。